# Богословсько-педагогічна академія УАПЦ
Богословська академія УАПЦ (до груд. 1947 — Богословсько-педагогічна академія УАПЦ) — навчальний та науковий заклад української еміграції. Діяла в Мюнхені (Німеччина). 

## Історія
Заснована 17 листопада 1946 з богословським і педагогічним факультетами. Базою для створення академії стала Свято-Покровська церква як кафедральна церква Мюнхенської дієцезії в Німеччині архієпископа Михаїла (Хорошого). На засіданні Священного синоду 24 серпня 1946 затверджено Статут академії та керівний склад — ректор П.Ковалів (від 1950 — Г.Ващенко), тимчасово в. о. декана богословського ф-ту Я.Моралевич (згодом декан о. П. Калинович), декан педагогічного факультету В. Петров. Куратор — архієпископ Михаїл, почесний куратор — митрополит Полікарп (Сікорський). 
Лекції читались у церковному притворі, з січня 1948 — у власному приміщенні, де існував також студентський гуртожиток. У навчальному плані були: основи, догматичне, моральне й порівняльне богослов'я, літургіка, гомілетика, історія філософії, логіка, мови та ін. В академічній церкві відбувалися відправи з практичними заняттями студентів. Докторат богослов'я було присуджено єпископу В'ячеславу та о. В.Заксе за працю «Догматика Орігена», ступінь магістра — О.Воронинові за працю «Церква Христова і роз'єднане християнство». Серед вихованців — отці С.Кіндзерявий-Пастухів, Т.Міненко та ін.
Видала «Збірник науково-богословських та церковно-історичних праць» (Мюнхен, 1947), скрипти лекцій. При академії діяло Українське студентське товариство, що видавало ж. «Богослов» (1949, ч. 1–6). У зв'язку з виїздом професорів і більшості студентів до США припинила своє існування.